# Enderleinellus brasiliensis
Enderleinellus brasiliensis är en insektsart som beskrevs av Werneck 1937. Enderleinellus brasiliensis ingår i släktet Enderleinellus och familjen ekorrlöss. Inga underarter finns listade i Catalogue of Life.